# Apollo Varieté (Düsseldorf)

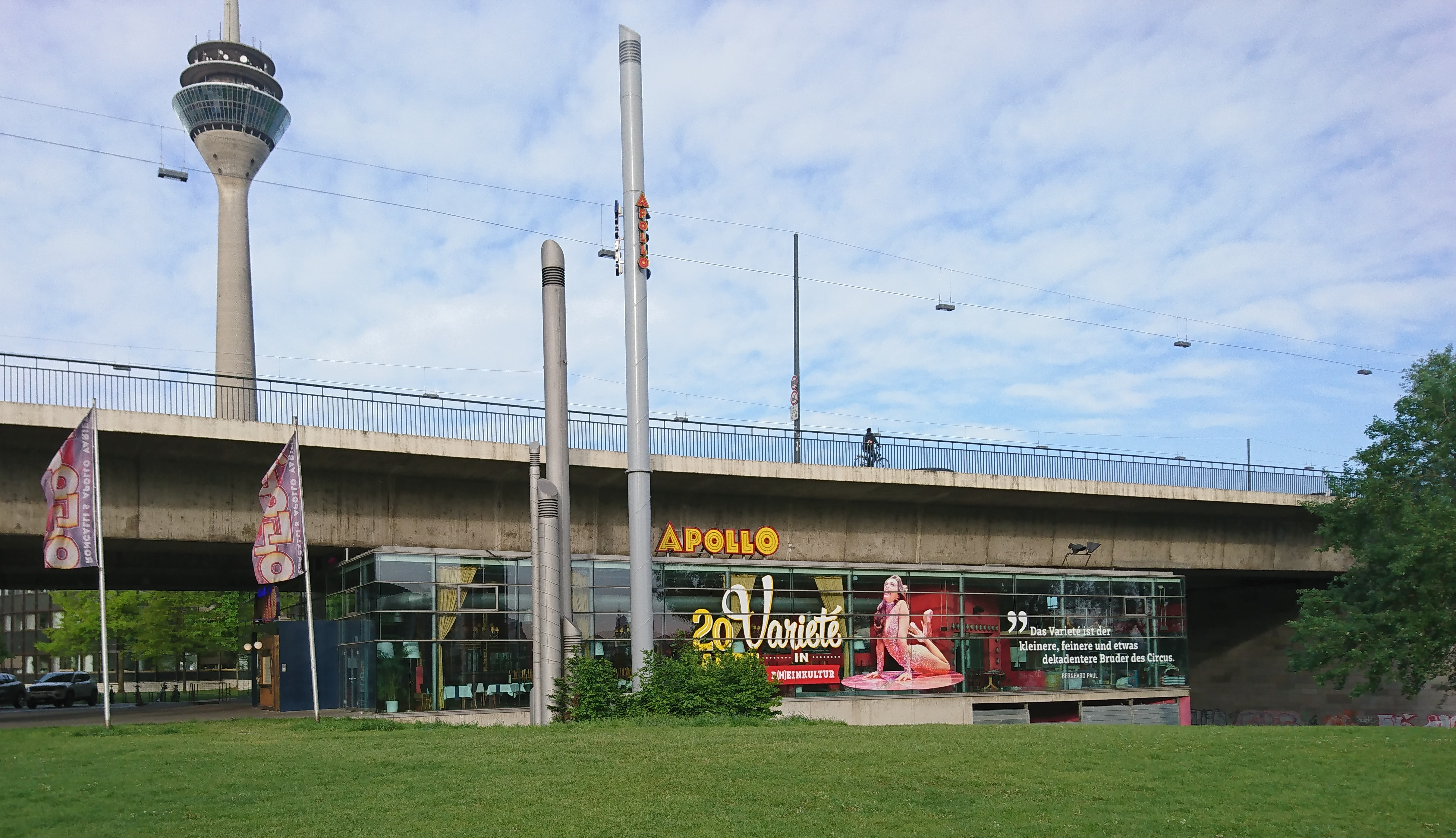
Apollo-Varieté-Theater unter der Rheinkniebrücke (2018)

Das Apollo Varieté (Eigenbezeichnung: Roncalli’s Apollo-Varieté-Theater) ist ein Varietétheater an der Rheinuferpromenade in Düsseldorf in unmittelbarer Nähe zum Landtag. In der von Bernhard Paul geführten und in Form eines Eventtheaters betriebenen Veranstaltungsstätte finden seit der Eröffnung im Jahr 1997 Musik-, Theater- und Varieté-Veranstaltungen statt.

## Architektur
Mit seinem eigentümlichen Bauplatz, dem Apollo-Platz, unter der Rheinkniebrücke schafft das Apollo Varieté eine städtebauliche Verbindung zwischen der Altstadt, dem umgewandelten Hafen und der Rheinuferpromenade. Nach außen wird der Theaterbau von einem Glasquader begrenzt, der die Fahrbahnbreite der Brücke einnimmt. In Form eines leuchtend roten Tortenstücks ist der Saalbau in diesen Glaskörper eingeschoben. Der Zuschauerraum ist so konzipiert, dass keiner der Zuschauer mehr als 12 Meter von der Bühne entfernt sitzt. Durch eine bewegliche Bühnenrückwand wurden in der Anfangszeit dem Zuschauer am Ende jeder Show ein eindrucksvoller Ausblick auf die Wiese vor der Düsseldorfer Rheinfront geboten. Das wurde jedoch bald abgeschafft. Im Zusammenhang mit Problemen eines seit etwa 2019 regelmäßigen Treffens einer erheblich großen Gruppe Jugendlicher am Theater sagte die Theaterleiterin Anna Köllmann 2023: „Schließlich  wissen wir nie, welcher Anblick uns erwartet“.
Gebaut wurde das Theater 1996 bis 1997 unter der Leitung der Architekten Niklaus Fritschi, Benedikt Stahl und Günter Baum, die zuvor auch die angrenzende Rheinuferpromenade geplant hatten und für die Realisierung des Gesamtkonzeptes mit dem Deutschen Städtebaupreis ausgezeichnet wurden.

## Geschichte
Am 30. Oktober 2024 bekam die Rockband „Die Toten Hosen“ im Apollo Varieté den Staatspreis des Landes Nordrhein-Westfalen aus den Händen von Ministerpräsident Hendrik Wüst (CDU) verliehen. Die Laudatio während der feierlichen Preisverleihung hielt Regisseur Wim Wenders.